# Villa e parco Baciocchi

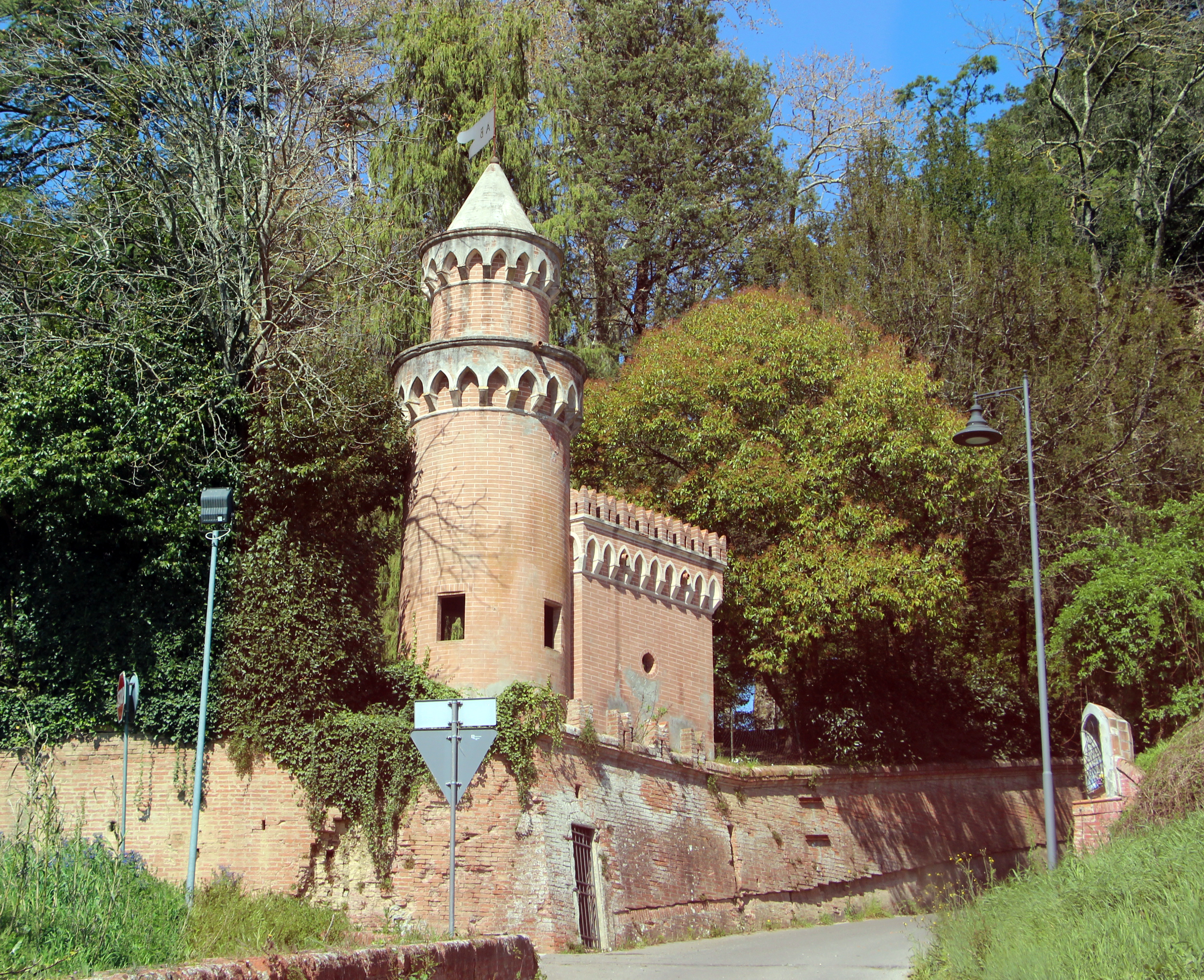
Il torrino

La Villa e il Parco Baciocchi si trovano a Capannoli in provincia di Pisa.

## Storia e descrizione
La Villa Bourbon del Monte-Baciocchi venne edificata in stile tardo-barocco e neoclassico sul luogo dove si sviluppava l'antico nucleo del castello citato fin dall'843, e fu completamente ristrutturata alla metà del secolo XVIII dal Senatore Alessandro Orazio Pucci. 
Nel 1833 l'edificio fu acquistato dai Marchesi Baciocchi che ne ordinarono un nuovo restauro, come ricorda anche l'iscrizione sopra l'architrave del portale di accesso. Di questo nuovo proprietario restano testimonianza le pitture a tempera murali, visibili alle pareti di alcune sale, dove sono riconoscibili il Conte Felice Baciocchi e la consorte Elisa Bonaparte, sorella di Napoleone Bonaparte: nonostante ciò la corte di Elisa Baciocchi Bonaparte non vi visse mai, essendo il dominio francese in Toscana finito nel 1814. Nei vari riquadri che si rifanno alla tradizione di pittori vedutisti del 1700, sono raffigurati anche alcuni palazzi appartenuti a varie famiglie di nobili lucchesi e pisani che sono stati nel tempo proprietari della Villa: i Della Gherardesca, i Ludovisi, i Gambicorti, i Pucci. 
Oggi il Comune ne è proprietario ed ospita al suo interno un Museo Zoologico ed un Centro di Documentazione Archeologica. 
Annesso, si estende il vasto parco che isola la villa dall'abitato circostante, grazie anche all'impiego di alberature ad alto fusto. Il giardino risale invece alla seconda metà dell'Ottocento quando i Baciocchi, congiuntamente ai Borghini, affidarono la riorganizzazione della viabilità, degli accessi, delle recinzione e degli arredi a Luigi Bellincioni, che costellò il parco con una serie di annessi dai più svariati caratteri stilistici: piccole edicole affrescate con paesaggi, edifici neogotici e grotte rustiche. 
Oggi il parco contiene 160 specie botaniche rare di cui alcune plurisecolari provenienti da varie parti del mondo, ogni pianta è stata classificata e le sue caratteristiche si leggono in un cartellino fissato ai suoi piedi. Particolarmente importanti le piante secolari come la sequoia canadese, il bambù e il tasso.